# Викторов, Иван Викторович
Ива́н Ви́кторович Ви́кторов (14 сентября 1901, Хорамалы, Казанская губерния, Российская империя — 1944, концлагерь в г. Борисов, БССР, СССР) — чувашский советский драматург, поэт и журналист.

## Биография
Родился 14 сентября 1901 года в д. Хорамалы, Казанская губерния, Российская империя (ныне Цивильский район, Чувашия, Россия). Окончив начальную школу в соседней деревне, он в 1916 году поступил в Казанскую учительскую семинарию, однако ввиду разгоревшейся Гражданской войны не закончил её. После демобилизации работал учителем в Цивильской городской школе, закончил Московский литературный институт. В 1929—1932 годах работал секретарём редакции газеты «Чăваш хресченĕ» («Чувашский крестьянин»), затем редактором Средневолжской краевой газеты «Колхозник».
Участник Великой Отечественной войны, разведчик в партизанском отряде в Белоруссии. Был пленён и отправлен в концлагерь в г. Борисов Минской области, где умер осенью 1944 года.

## Напечатанные книги
на чувашском языке
- «Ял кĕввисем» («Сельские мотивы», 1925);
- «Ирĕклĕхшĕн çапăçакансем» («Сражающиеся за свободу», 1926);
- «Çырмара» («В овраге», 1929).

на русском языке
- «Сердце, пробитое пулей» (рус., 1975).